# Годунова, Ирина Никитична
Ирина Никитична Годунова (ум. 1633) — дочь Никиты Романова, сестра Фёдора Никитича Романова (патриарха Филарета), была замужем за родственником Бориса Годунова.

## Биография
Была выдана замуж за окольничего Ивана Ивановича Годунова ещё до опалы Романовых (до 1601 года). После воцарения Годуновых единственная из всех Романовых, как родственница, была пощажена царем Борисом и не подверглась опале. Её муж, окольничий с 1603 года Иван Иванович Годунов, «убит в Колуге от вора 1610 г.».
В «Боярском списке» (в XX части «Российской Вивлиофики» Н. И. Новикова), рассказывается о его конце:

«Михаил Бутурлин, собрався с ворами, и прииде под град Калугу, и нача приступами. В том граде сидел Иван Иванович Годунов, за ним убо бысть Ирина Никитична Романовых, Федора Никитича сестра. Егда же град взяша и боярина Ивана Годунова с башни свергоша, людей же многих посекоша, а имения их разграбиша. Но ещё боярин Иван Годунов жив бысть, и о нём возвещено бысть Михаиле Бутурлину. Он же повеле его на Оку-реку привести и в воду посадити; егда же приведоша и в воду его ввергоша, тогда он за край струга удержался. Михайло же, выняв саблю и отсечи ему руку и потопи его в воде. И тако скончался мученически, но с советником Растригином не приложися. Жена же его, Ирина Никитична, горько по нем плакася, но от убийства их свободна бысть. А Михаила Бутурлина порази дух неприязненный лют зело и прибысть тако до кончины своея».

### После 1613 года
При дворе племянника, царя Михаила Фёдоровича, вдова, естественно, заняла почетное место. Её имя упоминается при дворцовых торжествах (в чине 2-й свадьбы Михаила Фёдоровича, в связи с рождением и крещением будущего царя Алексея Михайловича: Ирина несла его к купели и была крестной матерью).
Позже дворовая боярыня Ирина Никитична Годунова упоминается как первая мамка царевича Алексея Михайловича в 1630 году (второй мамкой была Ульяна Степановна Собакина). До этого в её честь была крещена первая дочь царя Михаила Фёдоровича (либо в честь матери царицы Евдокии Стрешневой).
Последний вклад в Ипатьевский монастырь Ирина внесла 1627 году, за пять лет до своей смерти. В описании московского Новоспасского монастыря (родовая усыпальница Романовых), названы и день и обстоятельства её смерти. Вклады по ней в монастырь делает в 1641 году брат, И. Н. Романов, и в 1645 году — племянник Никита Иванович Романов.

## Владения
- Спас-Михнево стало владением Ирины Никитичны после гибели её мужа, Ивана Ивановича Годунова. После неё владельцами были дети: Фёдор, Иван и Степан Ивановичи Годуновы[3].
- Волынское — в 1625 году его владелец князь Лобанов был послан на воеводство в Свияжск, где умер в 1629 году. После его смерти Поместный приказ разделил в соответствии с указом царя и Думы вотчину: Волынское с пустошами досталось Ирине Никитичне Годуновой (по указанию её брата Филарета). После смерти Ирины Годуновой в 1639 году Волынское было передано в вотчину касимовскому царевичу Сеиду Бурхану Араслановичу[4].
- Давыдково — наследовалось по той же схеме, что и Волынское[5].
- Троицкое-Лобаново — упоминается как её владение в 1627 году[6].
- Борисово.